# Élections régionales de 2013 en Hesse
Les élections régionales de 2013 en Hesse (en allemand : Landtagswahl im Hessen 2013) se tiennent le 22 septembre 2013, afin d'élire les 110 députés de la 19e législature du Landtag, pour un mandat de cinq ans.
Ce scrutin est marqué par une nouvelle victoire de la CDU à la majorité relative, le redressement du SPD et l'effondrement du FDP. Le ministre-président Volker Bouffier assure son maintien au pouvoir en formant une « coalition noire-verte » avec les Grünen.

## Contexte
Aux élections régionales anticipées du 18 janvier 2009, la CDU du ministre-président Roland Koch arrive de nouveau en tête en recueillant 37,2 % des suffrages, soit 46 députés sur 118.
Toujours deuxième, le SPD de Thorsten Schäfer-Gümbel subit un revers cuisant, en tombant à seulement 23,7 % des voix, le plus mauvais résultat de toute son histoire en Hesse, et 29 sièges. Cet effondrement profite d'abord au FDP de Jörg-Uwe Hahn, qui s'envole à 16,2 % des suffrages et 20 élus. Jamais encore l'écart entre les deux partis avait été inférieur au double du résultat des libéraux. Les Grünen sont les autres gagnants de l'échec du SPD, puisqu'ils doublent leur performance avec 13,7 % des exprimés et 17 parlementaires. C'est alors la première fois depuis les élections de 1946 que plus de trois partis ont au moins dix députés. Enfin, la Linke sauve sa présence au Landtag avec 5,4 % des voix et six sièges.
Koch assure donc son maintien au pouvoir en formant une « coalition noire-jaune » entre la CDU et le FDP, qui bénéficie d'une solide majorité de 66 parlementaires.
À la fin de la même année se tiennent les élections fédérales de septembre. Les résultats permettant à la chancelière fédérale Angela Merkel de constituer à son tour une coalition noire-jaune, Roland Koch est pressenti comme futur ministre fédéral des Finances, mais il n'est finalement pas nommé au sein du cabinet fédéral. Il annonce le 25 mai 2010 sa démission pour le 31 août suivant ainsi que son retrait de la vie politique. L'Union chrétienne-démocrate du Land lui choisit alors le ministre de l'Intérieur Volker Bouffier comme successeur.
Le 25 mars 2012, le social-démocrate Peter Feldmann remporte nettement l'élection du bourgmestre de Francfort-sur-le-Main avec 57,4 % des suffrages au second tour. Il devance ainsi Boris Rhein, ministre de l'Intérieur et candidat de la CDU.

## Mode de scrutin
Le Landtag est constitué de 110 députés (en allemand : Mitglied des Landtags, MdL), élus pour une législature de cinq ans au suffrage universel direct et suivant le scrutin proportionnel de Hare/Niemayer.
Chaque électeur dispose de deux voix : la première (en allemand : Wahlkreisstimme) lui permet de voter pour un candidat de sa circonscription selon les modalités du scrutin uninominal majoritaire à un tour, le Land comptant un total de 55 circonscriptions ; la seconde voix (en allemand : Landesstimme) lui permet de voter en faveur d'une liste de candidats présentée par un parti au niveau du Land.
Lors du dépouillement, l'intégralité des 110 sièges est répartie à la proportionnelle sur la base des secondes voix uniquement, à condition qu'un parti ait remporté 5 % des voix au niveau du Land. Si un parti a remporté des mandats au scrutin uninominal, ses sièges sont d'abord pourvus par ceux-ci.
Dans le cas où un parti obtient plus de mandats au scrutin uninominal que la proportionnelle ne lui en attribue, la taille du Landtag est augmentée jusqu'à rétablir la proportionnalité.

## Campagne

### Principaux partis et candidats
| Parti | Parti                                                                              | Chef de file                           | Résultat en 2009           |
| ----- | ---------------------------------------------------------------------------------- | -------------------------------------- | -------------------------- |
|       | Union chrétienne-démocrate d'Allemagne Christlich Demokratische Union Deutschlands | Volker Bouffier (Ministre-président)   | 37,2 % des voix 46 députés |
|       | Parti social-démocrate d'Allemagne Sozialdemokratische Partei Deutschlands         | Thorsten Schäfer-Gümbel                | 23,7 % des voix 29 députés |
|       | Parti libéral-démocrate Freie Demokratische Partei                                 | Jörg-Uwe Hahn (Ministre de la Justice) | 16,2 % des voix 20 députés |
|       | Alliance 90 / Les Verts Bündnis 90/Die Grünen                                      | Tarek Al-Wazir                         | 13,7 % des voix 17 députés |
|       | Die Linke                                                                          | Willi van Ooyen                        | 5,4 % des voix 6 députés   |

### Sondages
| Institut        | Date       | CDU  | SPD  | Verts  | FDP   | Linke |
| --------------- | ---------- | ---- | ---- | ------ | ----- | ----- |
| Institut        | Date       |      |      |        |       |       |
| Infratest dimap | 12/09/2013 | 40 % | 32 % | 12,5 % | 6 %   | 3,5 % |
| FgW             | 12/09/2013 | 38 % | 30 % | 13,5 % | 5,5 % | 5 %   |
| Forsa           | 03/09/2013 | 39 % | 28 % | 15 %   | 6 %   | 4 %   |
| FgW             | 28/08/2013 | 38 % | 30 % | 15 %   | 5 %   | 4 %   |
| Infratest dimap | 21/08/2013 | 39 % | 31 % | 14 %   | 5 %   | 4 %   |
| Forsa           | 17/07/2013 | 38 % | 27 % | 17 %   | 6 %   | 4 %   |
| FgW             | 03/07/2013 | 38 % | 30 % | 15 %   | 5 %   | 4 %   |
| dimap           | 21/05/2013 | 39 % | 29 % | 17 %   | 4 %   | 4 %   |
| FgW             | 17/04/2013 | 36 % | 33 % | 16 %   | 5 %   | 4 %   |
| Infratest dimap | 05/12/2012 | 38 % | 31 % | 18 %   | 4 %   | 5 %   |

## Résultats

### Voix et sièges
|                                   | Union chrétienne-démocrate d'Allemagne (CDU) | Union chrétienne-démocrate d'Allemagne (CDU) | 1 329 746 | 42,72 | 41        | 5             | 1 199 633 | 38,31 | 6  | 47  | 1             |  |  |  |  |
|                                   | Parti social-démocrate d'Allemagne (SPD)     | Parti social-démocrate d'Allemagne (SPD)     | 1 092 125 | 35,08 | 14        | 5             | 961 896   | 30,72 | 23 | 37  | 8             |  |  |  |  |
|                                   | Alliance 90 / Les Verts (Grünen)             | Alliance 90 / Les Verts (Grünen)             | 289 830   | 9,30  | 0         | en stagnation | 348 661   | 11,13 | 14 | 14  | 3             |  |  |  |  |
|                                   | Die Linke (Linke)                            | Die Linke (Linke)                            | 160 531   | 5,15  | 0         | en stagnation | 161 488   | 5,15  | 6  | 6   | en stagnation |  |  |  |  |
|                                   | Parti libéral-démocrate (FDP)                | Parti libéral-démocrate (FDP)                | 93 098    | 2,99  | 0         | en stagnation | 157 451   | 5,02  | 6  | 6   | 14            |  |  |  |  |
|                                   | Alternative pour l'Allemagne (AfD)           | Alternative pour l'Allemagne (AfD)           | 42 721    | 1,37  | 0         | en stagnation | 126 906   | 4,15  | 0  | 0   | en stagnation |  |  |  |  |
|                                   | Parti des pirates (PIRATEN)                  | Parti des pirates (PIRATEN)                  | 62 986    | 2,02  | 0         | en stagnation | 60 159    | 1,92  | 0  | 0   | en stagnation |  |  |  |  |
|                                   | Électeurs libres (FW)                        | Électeurs libres (FW)                        | 35 136    | 1,13  | 0         | en stagnation | 38 433    | 1,23  | 0  | 0   | en stagnation |  |  |  |  |
|                                   | Parti national-démocrate d'Allemagne (NPD)   | Parti national-démocrate d'Allemagne (NPD)   |           |       |           |               | 33 433    | 1,07  | 0  | 0   | en stagnation |  |  |  |  |
|                                   | Die PARTEI                                   | Die PARTEI                                   | 1 786     | 0,06  | 0         | Nv.           | 15 109    | 0,48  | 0  | 0   | Nv.           |  |  |  |  |
|                                   | Les Républicains (REP)                       | Les Républicains (REP)                       | 1 930     | 0,06  | 0         | en stagnation | 9 360     | 0,30  | 0  | 0   | en stagnation |  |  |  |  |
|                                   | Autres                                       | Autres                                       | 2 607     | 0,08  | 0         | en stagnation | 18 252    | 0,58  | 0  | 0   | en stagnation |  |  |  |  |
|                                   |                                              |                                              |           |       |           |               |           |       |    |     |               |  |  |  |  |
| Votes valides                     | Votes valides                                | Votes valides                                | 3 112 596 | 96,78 |           |               | 3 130 781 | 97,34 |    |     |               |  |  |  |  |
| Votes blancs et nuls              | Votes blancs et nuls                         | Votes blancs et nuls                         | 103 610   | 3,22  | 85 425    | 2,66          |           |       |    |     |               |  |  |  |  |
| Total                             | Total                                        | Total                                        | 3 216 206 | 100   | 55        | en stagnation | 3 216 206 | 100   | 55 | 110 | 8             |  |  |  |  |
| Abstentions                       | Abstentions                                  | Abstentions                                  | 1 176 007 | 26,83 |           |               | 1 167 007 | 26,83 |    |     |               |  |  |  |  |
| Nombre d'inscrits / participation | Nombre d'inscrits / participation            | Nombre d'inscrits / participation            | 4 392 213 | 73,17 | 4 392 213 | 73,17         |           |       |    |     |               |  |  |  |  |

### Analyse
La CDU arrive en tête pour la cinquième fois consécutive et améliore très légèrement son score, gagnant un député alors que le Landtag retrouve sa taille légale. Elle est suivie par le SPD, qui lave l'affront du scrutin de 2009 en opérant un redressement net : progressant de sept points et repassant au-dessus des 30 % des suffrages exprimés, il voit son groupe parlementaire croître d'un quart. Les Grünen, quoiqu'en recul avec la perte de trois parlementaires, deviennent la troisième force politique du Land. La Linke reste stable et continue de se maintenir juste au-dessus du plancher électoral. Elle devance de peu le FDP, qui sauve sa représentation parlementaire à 0,2 point près, tout en enregistrant une sévère déconvenue : il perd plus de dix points par rapport à 2009 et abandonne les trois quarts de son groupe parlementaire.
À l'instar du scrutin de 2008, le centre gauche et la gauche bénéficient de la majorité absolue au Landtag, mais leurs désaccords laissent ouvertes d'autres configurations parlementaires à l'exception de la réédition de la « coalition noire-jaune », minoritaire à trois sièges près.

### Conséquences
À la suite du scrutin, le SPD, les Grünen et Die Linke entament des discussions exploratoires qui prennent fin sur un constat de désaccord. La CDU accepte alors d'ouvrir de telles discussions avec les sociaux-démocrates, dans l'optique de constituer une « grande coalition », avant de finalement se tourner vers l'Alliance 90 / Les Verts. Ces discussions débouchent sur des négociations, qui aboutissent en décembre, soit trois mois après le scrutin.
Le cabinet Bouffier II, qui compte dix ministres dont deux écologistes, entre en fonction le 18 janvier 2014. Après Hambourg en 2008, c'est la seconde fois qu'une « coalition noire-verte » est formée.